# اوبرهاوزن (زودلیشه واینشتراسه)
اوبرهاوزن (زودلیشه واینشتراسه) (به آلمانی: Oberhausen) یک شهر در آلمان است که در Bad Bergzabern واقع شده‌است. اوبرهاوزن ۴۲۱ نفر جمعیت دارد.